# VP Securities
VP Securities A/S (forkortet VP) er den danske værdipapircentral, 100% ejet af Euronext. VP står for registrering af ejerskab og afvikling af handel med børsnoterede værdipapirer. Den elektroniske registrering sikrer en effektiv og sikker indgåelse og registrering af handler, reguleret ved lov.

## Selskabets historie
VP blev oprettet ved lov i 1980, som en privat, selvejende institution. Som det første land i verden indførte Danmark papirløs registrering af børsnoterede obligationer i 1983. I 1988 fulgte alle børsnoterede aktier efter. 
Med virkning fra 1. januar 2000 blev VP omdannet til et aktieselskab. Omdannelsen skete med det formål at sikre, at VP kan agere forretningsmæssigt i takt med, at markedsvilkårene ændrer sig.
VP Securities A/S hed indtil den 16. marts 2009 Værdipapircentralen A/S.
VP Securities blev en del af Euronext i august 2020. Euronext er den førende pan-europæiske børs, der forbinder lokale økonomier med de globale kapitalmarkeder for at fremskynde innovation og bæredygtig vækst. Euronext leverer også depot- og afviklingstjenester gennem værdipapircentralerne i Norge, Portugal og Italien. Desuden driver Euronext regulerede børser i Belgien, Frankrig, Irland, Holland, Norge og Portugal. Pr. 9. november 2021 skiftede VP Securities navn til Euronext Securities, Copenhagen. 

## Administrerende direktører
- 1980 - 1999 Jens Bache
- 1999 - 2013 Johannes Luef
- 2013 - 2020 Niels Olsen
- 2020 - 2021 Maria Hjorth
- 2021 -          Niels Hjort Rotendahl

## Ekstern henvisning
- VP Securities' officielle hjemmeside
- Bogliste